# Killroy Was Here (film)
Cet article concerne le film de Kevin Smith. Pour le graffiti, voir Kilroy was here.
Pour plus de détails, voir Fiche technique et Distribution.
Killroy Was Here est une comédie horrifique américaine coécrite et réalisée par Kevin Smith et sortie en 2022. Il s'agit d'un film à sketches inspiré du célèbre graffiti Kilroy was here apparu au cours de la Seconde Guerre mondiale.
Il sort en juillet 2022 sous la forme de 5 555 NFT, sur la plateforme spécialisée Secret Network. Il s'agit d'un film à tout petit budget développé avec des étudiants de l'école d'arts Ringling College of Art and Design de Sarasota.

## Synopsis

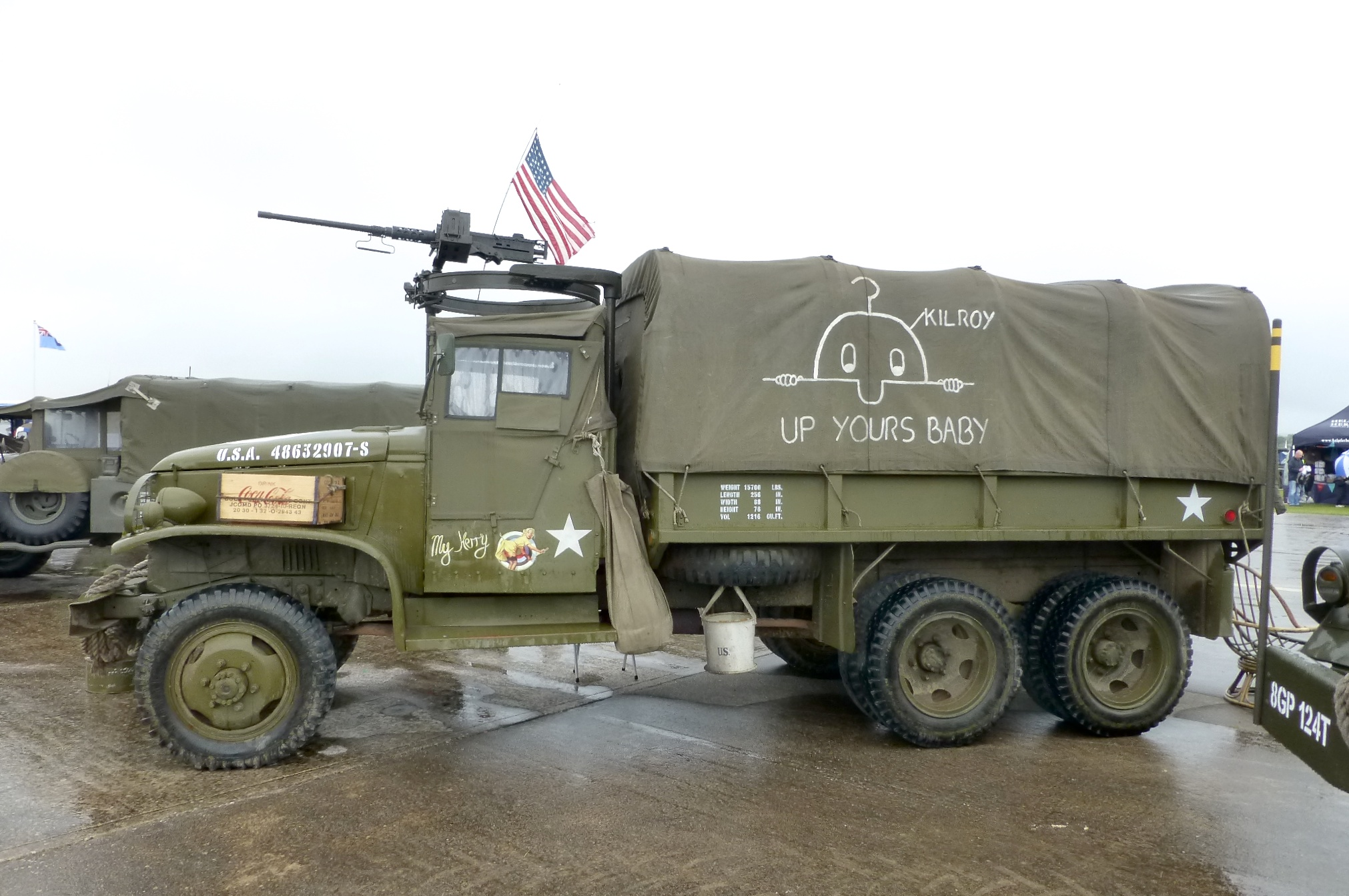
Reproduction du graffiti sur un camion de l'armée américaine

## Fiche technique
Sauf indication contraire, les informations mentionnées dans cette section peuvent être confirmées par la base de données cinématographiques IMDb,  présente dans la section « Liens externes ».
- Titre original : Killroy Was Here
- Titre de travail : Anti-Claus
- Réalisation : Kevin Smith
- Scénario : Andrew McElfresh et Kevin Smith
- Musique : Simon Taufique
- Direction artistique : Bryan Barrios
- Décors : Brandon Agan
- Costumes : Kara Branch et Joesmaire Ruiz Torres
- Photographie : Brandon D. Hyde
- Montage : Brian Chamberlain
- Maquillages et effets spéciaux : Robert Kurtzman
- Production : Andrew McElfresh, Nick Morgulis, Joseph Restaino, Tony Stopperan, Adam Yeremian

Production associée : Vincent Dale et Lauren Sobczak
Production déléguée : Jordan Monsanto et David Shapiro
- Sociétés de production : View Askew Productions, SModcast Pictures et Semkhor Productions ; Character Brigade, Digital Caviar, House of John Productions et ProMedia NYC ; avec l'association de Ringling College Studio Labs
- Sociétés de distribution : n/a
- Budget : n/a
- Pays d'origine :  États-Unis
- Langue originale : anglais
- Format : couleur
- Genre : anthologie, comédie horrifique et fantastique
- Durée :
- Date de sortie[3] :
  - États-Unis : 12 juillet 2022 (sortie limitée)

## Distribution
- Azita Ghanizada : Sarah
- Ryan O'Nan : Tom
- Harley Quinn Smith
- Chris Jericho : The Gator Chaser
- Justin Kucsulain : Killroy
- Kathryn Parks
- Brendan Ragen
- Michael Perez
- Cindy De La Cruz
- Jason Mewes : le gardien de l'école
- Ralph Garman (en) : le prêtre

## Production

### Genèse et développement
En avril 2014, Kevin Smith annonce travailler sur un film d'horreur de noël, intitulé Anti-Claus, et inspiré de l'épisode The Christmas Special de son podcast Edumacation. Le script est écrit avec son coprésentateur de Edumacation, Andrew McElfresh. C'est la première fois que Kevin Smith coécrit le script de l'un de ses films avec un autre auteur. Le tournage est alors annoncé pour septembre 2014, avec plusieurs acteurs de Tusk (sorti la même année) : Justin Long, Michael Parks et Haley Joel Osment. Il est alors révélé que l'intrigue est centrée sur Krampus, une créature mythique anthropomorphe présente dans un certain nombre de folklores européens.
Le projet va cependant évoluer après la sortie en 2015 d'un film au sujet très similaire, Krampus de Michael Dougherty. Le film se concentre finalement sur le phénomène lié au graffiti Kilroy was here, apparu au cours de la Seconde Guerre mondiale pendant la bataille de Normandie. Ce graffiti, devenu par la suite un mème, se compose généralement d'un dessin schématique représentant un personnage avec un gros nez, timidement caché derrière un mur, et du texte en anglais : « Kilroy was here » (« Kilroy était ici »),,.
Le spécialiste Robert Kurtzman participe à la création de la créature.
En avril 2020, Kevin Smith explique en interview s'être inspiré, pour le ton et le style de son film, de Creepshow (1982) de George A. Romero, autre comédie horrifique anthologique.
En juillet 2020, durant une conférence de presse au San Diego Comic-Con « at home » (« à la maison », en raison de la pandémie de Covid-19), Kevin Smith évoque son film à sketches : « Il y a un thème central, et toutes ces petites histoires se déroulent autour de [Killroy]. Il est un peu comme un enfant Avenger. Si vous maltraitez des enfants, Killroy apparaîtra. Et il a l’air merveilleusement maladroit. Tête chauve et nez qui pend au-dessus de la clôture. Robert Kurtzman a conçu quelque chose qui est un peu horrible, mais aussi maladroit en même temps. »
Le projet est développé avec l'aide d'étudiants de l'école d'arts Ringling College of Art and Design de Sarasota.

### Distribution des rôles
En janvier 2018, Azita Ghanizada, Ryan O'Nan, Justin Kucsulain, Kathryn Parks, Brendan Ragen, Michael Perez ou encore Cindy De La Cruz sont confirmés. La présence de la fille du réalisateur, Harley Quinn Smith, est également confirmée.
La participation du catcheur Chris Jericho est annoncée en août 2018. Il était déjà apparu dans le précédent film de Kevin Smith, Jay et Bob contre-attaquent… encore.

### Tournage
Le tournage a lieu à Sarasota en Floride, le 15 juin 2017,. Il se déroule également à Longboat Key, St. Petersburg et Clearwater. Les prises de vues s'achèvent en octobre 2018.

## Accueil
En février 2020, la sortie est annoncée pour le courant de la même année,,. En juillet 2020, durant le San Diego Comic-Con « at home » (en raison de la pandémie de Covid-19), Kevin Smith dévoile la première bande annonce et évoque une sortie dans le courant de l'année 2021.